# Furio Jesi
Furio Jesi, né le 19 mai 1941 à Turin et mort le 17 juin 1980  à Gênes, est un historien, écrivain, archéologue, philosophe et germaniste italien.

## Biographie
Furio Jesi est né à Turin, le 19 mai 1941, de Bruno et Vanna Chiron, dans une famille aisée et cultivée. Pendant son enfance, curieux, il consulte les œuvres de la bibliothèque familiale bien fournie qui lui permettent de devenir, en autodidacte, chercheur indépendant mythologue, égyptologue, historien des religions méditerranéennes, philologue et archéologue. Il est notamment reconnu pour son travail de diffusion et de continuation des idées de Károly Kerényi à propos de la science du mythe et de la différence entre « mythe classique » et « mythe technicisé ».
Sans aucun diplôme officiel, Furio Jesi publie, à partir de l’âge de 15 ans, une série d'études sur la Grèce antique et l’Égypte, ainsi que sur des thèmes mythologiques et le culte des mystères. À partir de 1968, il met l’accent sur la cohérence des mythes dans les temps modernes et a par là influencé des militants politiques comme le collectif Wu Ming en Italie.
Son livre inachevé, Spartakus, symbolique de la révolte, est une lecture attentive de la révolte spartakiste autour de la question du temps et du mythe dans les moments de soulèvement.
Quelques années avant sa mort prématurée, Furio Jesi obtient, pour ses «  mérites scientifiques», la chaire de langue et littérature allemandes à l'Université de Palerme, puis déménage à l'Université de Gênes. Il a consacré un certain nombre de ses commentaires à la culture allemande, et en particulier à des auteurs tels que Rilke et Thomas Mann.
Il est mort le 17 juin 1980 à l'âge de 39 ans, à la suite d'un incident domestique - un empoisonnement au monoxyde de carbone - à son domicile de Gênes, en Italie.

## Ouvrages disponibles en français
- La Fête et la machine mythologique, traduit par Fabien Vallos, Introduction de Giorgio Agamben, édition Mix, Paris, avril 2008.
- Spartakus, symbolique de la révolte, traduit par Fabien Vallos et Antoine Dufeu, Bordeaux, Éditions la Tempête, novembre 2016.
- Culture de droite, traduit par A. Savona, Bordeaux, Éditions la Tempête, avril 2021.
- Mythe - Suivi de Naissance de l’espace-temps, traduit par Benjamin Torterat et Sara Minelli, Bordeaux, Éditions la Tempête, 2024.

## Articles disponibles en français
- « Le Juste Temps de la révolution : Rosa Luxembourg et la question de la démocratie ouvrière »[4].
- « La Connaissance de la fête », extrait de La fête et la machine mythologique[5].